# Tom Tom Club (album)
Albums de Tom Tom Club
Close to the Bone
(1982)
Tom Tom Club est le premier album de Tom Tom Club, sorti en 1981. 

## L'album
Les morceaux de l'album ont été samplés par de nombreuses pointures du rap : 2Pac&Outlawz, Black Eyed Peas, Grand-master Flash and the Furious Five, Maria Carey, Ziggy Marley and the Melody Makers, Coolio ou encore Chicks on Speed. Le titre Wordy Rappinghood atteint la première place du hit-parade dans dix-sept pays. Slant Magazine le place à la 87e place de son classement des meilleurs albums des années 1980. Il fait partie des 1001 Albums You Must Hear Before You Die. 

### Titres
1. Wordy Rappinghood (6:27)
2. Genius of Love (en) (5:34)
3. Tom Tom Theme (1:24)
4. L'Elephant (4:51)
5. As Above, So Below (5:22)
6. Lorelei (5:05)
7. On, On, On, On... (3:33)
8. Booming and Zooming (4:35)

### Musiciens
- Adrian Belew : guitare
- Chris Frantz : batterie
- Tina Weymouth : basse, voix
- Monte Browne : guitare
- Tyrone Downie : claviers
- Uziah Thompson : percussions
- Lani Weymouth : voix
- Laura Weymouth : voix
- Loric Weymouth : voix